# OVK Adriatic Šibenik
Omladinski vaterpolo klub "Adriatic" (OVK Adriatic; Adriatic; Adriatic Šibenik; OVK Adriatic Šibenik) je muški vaterpolski klub iz Šibenika, Šibensko-kninska županija.  
 
Sjedište kluba je na adresi Podsolarsko 102, Šibenik. 

## O klubu
Klub je osnovan u kolovozu 2015. godine nakon što su se dotadašnji klubovi "Adriatic" i "Šibenik" spojili u novi klub naziva "Solaris"

Klub je registriran pri Hrvatskom vaterpolskom savezu (HVS), a 2016. godine se natjecao u 3. HVL - skupina Šibenik. 

## Unutrašnje poveznice
- VK Adriatic Šibenik
- VK Solaris Šibenik
- Vaterpolski klub Šibenik

## Vanjske poveznice
- hvs.hr, OVK Adriatic[neaktivna poveznica]